# Холокост в Нидерландах
Холоко́ст в Нидерландах (нидерл. Holocaust in Nederland) — преследование и уничтожение евреев на территории Нидерландов в период немецкой оккупации с 10 мая 1940 года по 5 мая 1945 года, часть общей политики нацистов и их союзников по уничтожению евреев.
Из 140 тысяч нидерландских евреев выжили лишь 27 тысяч, остальные были убиты.

## Евреи в довоенной Голландии
В первые десятилетия XX века Нидерланды и Амстердам в частности были важными центрами поселения евреев. Еврейские общины Амстердама и других крупных городов быстро росли.
Перед началом оккупации в Нидерландах проживало около 140 тысяч евреев. Из них 121,4 тыс. человек входили в ашкеназскую общину, 4,3 — в сефардскую общину, 12,4 не состояли в религиозных общинах. Кроме этого в стране проживало 1900 крещёных евреев и около 30 тысяч еврейских беженцев из Германии, Австрии и Чехословакии.
Для нелегальных еврейских иммигрантов, бежавших от нацистских преследований правительство создало в феврале 1939 года лагерь в Вестерборке, который впоследствии нацисты превратили в концентрационный лагерь. Лагерь для беженцев содержался на средства еврейской общественной организации — «Комитета по специальным еврейским делам».

## Ход событий

### Оккупация
10 мая 1940 года немецкие войска вторглись в Голландию, а 14 мая немецкая авиация бомбила Роттердам. Королева Вильгельмина и члены правительства улетели в Великобританию, а 15 мая главнокомандующий голландской армией генерал Хендрик Винкельман подписал капитуляцию. Уже в этот день около 200 еврейских беженцев из Германии покончили жизнь самоубийством.
Страна была оккупирована, было создано марионеточное прогерманское правительство во главе с Антоном Мюссертом. Рейхскомиссаром Нидерландов был назначен Артур Зейсс-Инкварт.

### Преследование евреев
Нацисты ограничили участие евреев в экономике и общественной жизни и планомерно преследовали их в течение 1940—1941 года. В августе 1940 года появилось постановление, которое запрещало «жестокую практику забоя скота», направленное против религиозных требований иудаизма. В сентябре евреям запретили жить в ряде районов и заниматься некоторыми профессиями. В октябре всех государственных служащих обязали пройти «арийскую аттестацию», в которой евреи учитывались отдельно от прочих служащих. В это же время вышел указ о регистрации еврейской собственности, ставший первым шагом к ее экспроприации, а в ноябре все государственные служащие и учителя еврейского происхождения были уволены. Многие голландцы протестовали против этой дискриминации, в том числе и публично.
В июне 1941 года была проведена всеобщая регистрация населения, в рамках которой евреям в паспорта был проставлен штамп «J». С осени 1941 года евреям запретили посещать многие общественные места, отобрали собственность. В феврале по распоряжению немцев был создан Еврейский совет, отвечавший вначале за евреев Амстердама, а с 7 октября 1941 — за всю страну.
Начались столкновения между коллаборационистами — членами Национал-социалистического движения (НСД) и отрядами еврейской самообороны. В феврале в одном из таких столкновений погиб активист НСД Коот. В ответ 22 февраля немцы оцепили еврейский квартал Амстердама и взяли в заложники 400 человек.
Еврейские заложники были отправлены в лагерь Бухенвальд, а затем в Маутхаузен, где погибли от непосильного труда и жестоких издевательств, выжил лишь один из них. Это стало поводом для международного скандала, поскольку Еврейский совет Нидерландов направил протест в нейтральную Швецию, которая потребовала от Германии проверки условий содержания узников Маутхаузена.
В 1942 году преследования усилились. 21 марта евреям запретили ездить в автомобилях, кроме «скорой помощи», служебного транспорта оккупантов и катафалков. 8 мая был издан указ об обязательном ношении евреями старше 6 лет «жёлтой звезды». 12 июня вышел запрет на занятия любыми видами физкультуры и спорта вне помещений, покупки в нееврейских магазинах разрешалось совершать только с 15 до 17 часов. Немцы также создали 42 трудовых лагеря для евреев. В этих лагеря было отправлено около 7500 евреев из 85 городов (2500 были впоследствии освобождены).

### Депортация в лагеря смерти
Летом 1942 года нацисты приступили к массовым арестам евреев и отправке их в лагеря смерти. Концлагерь Вестерброк стал транзитным лагерем для отправки евреев на восток, в основном в Аушвиц 2 (Освенцим) и Собибор.
Первый эшелон в Освенцим был отправлен 16 июля 1942 года, последний — 3 сентября 1944. Всего за это время 65-ю эшелонами было депортировано 60 026 человек, из которых выжило только 1052. Всего в концентрационных лагерях выжило 22 % голландских евреев.
Эффективная работа государственного аппарата в Нидерландах (чиновников, полицейских, железнодорожников) способствовала массовой гибели евреев.

## Сопротивление
В Нидерландах основной формой сопротивления были саботаж и помощь союзным армиям (в частности, разведывательная информация). Массовой партизанской войны как во Франции и тем более как в Польше или СССР в Нидерландах не было. Однако три еврейские подпольные группы в Голландии совершали диверсии на шоссейных дорогах. Около ста вооружённых подпольщиков оказали серьёзное сопротивление нацистам при прочёсывании ими т. н. «Еврейского квартала» в Амстердаме. В живых из них осталось лишь 7 человек.
7000 нидерландских евреев воевали в армиях союзников, в том числе 3000 служили в голландской армии.

## Протесты и спасение евреев
25 февраля 1941 года голландское Сопротивление провело всеобщую стачку в знак протеста против еврейских погромов и захвата еврейских заложников. Стачка охватила почти всю Голландию и была жестоко подавлена немцами. Четыре руководителя были казнены, сотни участников отправлены в тюрьмы и концлагеря.
11 июля 1942 года во все христианские общины страны пришла телеграмма с текстом проповеди, составленной совместно главами протестантской и католической общин и которую планировалось прочесть 26 июля. В тексте проповеди был протест против гонений на евреев. После угрозы Зейсс-Инкварта о том, что если такая проповедь будет прочитана, то все крещёные евреи будут депортированы, протестантские лидеры отменили чтение, а католические прочитали. С 27 по 31 июля 1942 года 4 тысячи евреев-католиков были депортированы на восток.
Многие голландцы с риском для жизни принимали участие в спасении евреев. 6066 жителей Нидерландов за спасение евреев признаны израильским Институтом Катастрофы и героизма Яд ва-Шем праведниками мира. Нидерланды занимают второе после Польши место по общему числу праведников.
В Амстердаме Генриетт Вауте, Жизела Вибердинк-Зёнляйн и другие активисты подполья спасали еврейских детей, находившихся в месте сбора для отправки в транзитный лагерь и затем на депортацию в лагеря уничтожения.

Уникальный случай зафиксирован в деревне Ньивланде: собрание жителей постановило, что каждый проживающий в деревне должен спасти минимум одного еврея — таким образом опасность доноса была сведена к минимуму. Все взрослые жители деревни в количестве 117 человек были признаны Праведниками народов мира. Руководителями операции были Йоханнес Пост и Арнольд Дауэс.

## Память о Холокосте
В современном голландском обществе память о событиях Холокоста сохраняется с помощью ряда целенаправленных программ. Актуализация темы Холокоста формулируется как воспитание толерантности. Существует ряд музеев и мемориалов, посвящённых этой тематике, в частности Еврейский исторический музей в Амстердаме. В Нидерландах, как в других европейских странах, пострадавших от нацистов, реализуется проект Гюнтера Демнига «Камни преткновения». Специальные памятные камни установлены во многих голландских городах. Нидерланды являются членом Международного альянса в память о Холокосте (ITF)

Высокий процент гибели голландских евреев (во много раз больше чем Дании или Бельгии) стал предметом специальных исследований в исторической литературе и публичных дискуссиях. В голландском обществе активно обсуждается книга Иса Вёйсье, в которой он утверждает, что не только евреи, но и правительство Нидерландов в Лондоне знало о массовых убийствах, но не предало огласке эти факты. По мнению Вёйсье, такая огласка могла существенно повлиять на ситуацию. Нанда ван дер Зее в книге «Чтобы предотвратить худшее» пишет, что королева Вильгельмина в своих выступлениях по Радио Оранж из Лондона не упоминала о преследовании евреев.

## Известные жертвы
В подпольном убежище в Амстердаме был написан всемирно известный дневник Анны Франк — записи еврейской девочки, впоследствии выданной нацистам и погибшей в концлагере Берген-Бельзен. Известность получил также дневник Этти Хиллесум, погибшей в Освенциме.